# Adolf Sahanek (zm. 1911)
Adolf Bogudar Sahanek (ur. ok. 1848, zm. 10 grudnia 1911 we Lwowie) – doktor praw, sędzia i prokurator, c. k. radca dworu.

## Życiorys
Adolf Bogudar Sahanek urodził się około 1848. Ukończył studia prawnicze uzyskując stopień naukowy doktora. W okresie zaboru austriackiego w ramach autonomii galicyjskiej wstąpił do służby państwa Austro-Węgier. Początkowo, od około 1870 był prowizorycznym adjunktem konceptowym w C. K. Namiestnictwie. Następnie przeszedł do służby wymiaru sprawiedliwości. Od około 1872 był auskultantem wschodniej Galicji w C. K. Sądzie Krajowym we Lwowie, skąd od około 1873 był przydzielony do pracy w C. K. Sądzie Powiatowym w Glinianach. Od około 1875 był adjunktem w C. K. Sądzie Powiatowym w Uścieczku pełniąc funkcję sędziego dla spraw drobiazgowych, od grudnia 1875 był adjunktem w C. K. Sądzie Powiatowym w Stryju. Od około 1879 pracował w C. K. Sądzie Krajowym we Lwowie, gdzie był adjunktem powiatowym (dla ksiąg gruntowych), a od około 1882 adjunktem sądowym. Następnie przeszedł do służby w C. K. Prokuratorii Państwa i w listopadzie 1883 został mianowany zastępcą prokuratora państwa w Tarnopolu i pełnił tę funkcję w kolejnych latach. Od około 1890 sprawował stanowisko pierwszego prokuratora w Samborze. Od około 1897 był radcą C. K. Sądu Obwodowego w Samborze, a we wrześniu 1897 został mianowany prezydentem tego sądu i od tego czasu piastował ten urząd. Z dniem 13 czerwca 1898 został przeniesiony do Sanoka i objął posadę prezydenta tamtejszego C. K. Sądu Obwodowego. 30 grudnia 1898 został mianowany przewodniczącym sądu przysięgłych przy tymże sądzie na kadencję od 27 lutego 1899. Był prezydentem sądu w Sanoku do około 1900 (wówczas jako auskultant pracował tam Stanisław Adolf Sahanek). Od około 1900 w randze radcy dworu był prezydentem C. K. Sądu Obwodowego w Stanisławowie i sprawował urząd do około 1909. Następnie został przeniesiony w stan spoczynku i do końca życia był na emeryturze.
Należał do Sodalicji Mariańskiej. 28 października 1910 otrzymał I stopień szlachecki z przydatkiem „Edler von Bogodar”. Od 1910 zamieszkiwał we Lwowie przy ulicy Mikołaja Zyblikiewicza 22. Zmarł 10 grudnia 1911 we Lwowie na atak serca w wieku 63 lat. Został pochowany na Cmentarzu Łyczakowskim we Lwowie 12 grudnia 1911. Był żonaty z Katarzyną z domu Müller, z którą miał syna Aleksandra Bronisława Antoniego (ur. 1877, prawnik, adwokat, około 1901 auskultant w C. K. Sądzie Obwodowym w Sanoku, od 1902 żonaty z Zofią, córką Augusta Ścibora-Rylskiego).

## Odznaczenia
austro-węgierskie
- Medal Jubileuszowy Pamiątkowy dla Cywilnych Funkcjonariuszów Państwowych[20]
- Krzyż Jubileuszowy dla Cywilnych Funkcjonariuszów Państwowych[20]